# Mesogona olivata
Mesogona olivata là một loài bướm đêm trong họ Noctuidae.